# عسل‌کش پاسرخ
عسل‌کش پاسرخ (نام علمی: Cyanerpes cyaneus) نام یک گونه از سرده عسل‌کش است.